# Grand Theft Auto IV
Grand Theft Auto IV (сокр. GTA IV) — компьютерная игра в жанре action-adventure, одиннадцатая в серии Grand Theft Auto, выпущена 29 апреля 2008 года для двух игровых приставок — PlayStation 3 и Xbox 360, также полгода спустя игру портировали на ПК (Windows). Компания Rockstar Games выпустила дополнения к игре, распространяя их через интернет-сервисы Xbox Live, Games for Windows — Live, PlayStation Network и в составе дискового издания Grand Theft Auto: Episodes from Liberty City; в этих дополнениях под управлением игрока находятся новые герои, и сюжеты дополнений происходят параллельно сюжету основной игры.
Действие Grand Theft Auto IV происходит в вымышленном американском городе Либерти-Сити, прообразом которого послужил Нью-Йорк. В однопользовательском сюжетном режиме игрок управляет героем по имени Нико Беллик, иммигрантом из Юго-Восточной Европы (его национальность никогда не упоминается в самой игре) и ветераном Югославской войны, прибывшим в Либерти-Сити в поисках богатства и ради брата Романа.
За первую неделю продаж было реализовано свыше 6 млн копий игры на общую сумму 500 млн долларов, из них 310 млн долларов — в первый день, при затратах на производство около 100 млн долларов. За рекордный в медиа-индустрии результат по продажам в первый день и первую неделю GTA IV была включена в Книгу рекордов Гиннесса. На начало 2021 года за весь период существования GTA IV было продано более 28 млн копий игры, тем самым принеся разработчикам 2 миллиарда долларов чистой выручки от продажи.
В 2020 году в Steam переиздали игру в виде Grand Theft Auto IV — The Complete Edition, которое включает в себя Grand Theft Auto IV и два дополнения: The Lost and Damned и The Ballad of Gay Tony.

## Игровой процесс
Игры серии Grand Theft Auto отличаются свободой действия, включающей свободное передвижение по обширным территориям, возможность угнать любой встретившийся транспорт и убить любого увиденного неигрового персонажа. При создании GTA IV разработчики переработали многие существующие аспекты и включили несколько нововведений.
Как и в предыдущих играх серии, герою предстоит выполнять преимущественно криминальные задания, выдаваемые различными игровыми персонажами. Успешное выполнение данных миссий открывает возможность прохождения дальнейших миссий, новые районы города, новые виды оружия и т. д.
Помимо основных 88 сюжетных миссий в игре по традиции присутствуют дополнительные второстепенные задания, количество которых значительно уменьшилось по сравнению с предыдущими играми серии, однако, их выполнение осталось необходимым для 100 % прохождения игры: миссии полицейского, уникальные прыжки, миссии угона автомобилей, автомобильные гонки, миссии наёмного убийцы, поиск спрятанных предметов (в данном случае — голубей) и ряд других.

### Боевая система

В GTA IV реализована система укрытий и возможность ведения огня вслепую

Механика перестрелок и рукопашных схваток была создана заново для GTA IV. Во-первых, появилась система укрытий, подобная Gears of War. Игровой персонаж получил возможность укрываться за ближайшим возможным препятствием и вести огонь оттуда. С помощью автоматического прицеливания можно предварительно захватить врага и выстрелить, высунувшись, прицельно. Наравне с этим допускается ведение «слепого огня». Попадание в различные части тела несут разный результат: игрок может ранить врага в руку, выбив оружие, выстрелить в ногу, что приведёт к падению противника, или может уничтожить цель с первым попаданием в голову. Прицеливание в рамках тела интегрировано в автоматическое прицеливание, достаточно незначительно отклонить аналоговый рычажок геймпада. Любое, даже слабое попадание оказывает воздействие почти на любой объект, что добавило игре реалистичности. Общее количество оружия сократилось по сравнению с последними играми серии на прошлом поколении игровых приставок — теперь в распоряжении главного героя есть только 15 видов оружия.
Единоборства на кулаках и оружии ближнего боя были усложнены. Так, есть два вида удара руками, один вид удара ногой и блок. При быстром нажатии клавиши блока во время удара противника главный герой уклоняется, и если при этом ударить противника, то произойдёт контратака. Появилась возможность выбивать оружие из рук противника. На каждый вид взаимодействия существует несколько анимаций.

### Радар и GPS
Чтобы облегчить ориентацию в городе, Rockstar Games расширили возможности радара в игре. Через игровое меню на карте можно указать произвольную точку места назначения. Как только Нико садится на любой наземный управляемый транспорт, GPS автоматически прокладывает путь до точки по основным автотрассам, учитывая такой параметр, как направление движения, что соответствует возможностям реального GPS-навигатора. В престижных моделях автомобилей GPS-навигация сопровождается голосовыми указаниями, которые рекомендуют следовать указанному маршруту и предупреждают о поворотах.

### Розыск полицией
Помимо системы навигации, обновлённый радар изменил систему уровней розыска полицией. Теперь полицейские не прибывают в место нахождения протагониста игры. В GTA IV при увеличении уровня розыска на радаре появляется круг, очерчивающий некоторую территорию относительно места совершения преступления или места, в котором игрок был последний раз замечен полицией. Чем выше уровень розыска, тем больше радиус круга. Сотрудники полиции, их автомобили и вертолёты также фиксируются радаром. Чтобы уйти от погони, необходимо скрыться с виду полицейских, выйти за рамки круга и продержаться там некоторое время. Если игроку удаётся покинуть зону розыска, то «звёзды розыска» начнут мигать и если игрока не заметят другие полицейские — то пропадут. Если же игрока заметят, то центр области розыска автоматически смещается на место, где находится протагонист игры.
Также в отличие от предыдущих частей игры даже на первом уровне розыска число полицейских не ограничено одним, и все работники охраны правопорядка, заметившие главного героя, будут пытаться его арестовать. Полицейские больше не бьют протагониста дубинкой и почти не бьют кулаками (кроме случаев, если у полицейского выбить огнестрельное оружие), а просто его арестуют. Даже если Нико Беллика начнут арестовывать, существует выбор: подчиняться и дать себя арестовать или вырваться, повысив тем самым первый уровень розыска на второй. Начиная со второго уровня розыска полицейские начнут стрельбу по Нико. С третьего уровня розыска к погоне за игроком подключается вертолёт и полицейские внедорожники «Patriot», полицейские сооружают баррикады из своих машин на дорогах. На четвёртом уровне розыска к попыткам остановить игрока присоединяется специальное подразделение NOOSE (англ. National Office Of Security Enforcement, аналог SWAT). Начиная с пятого уровня розыска к погоне присоединяются агенты FIB (аналог ФБР) и два полицейских вертолёта «Annihilator», на определённых зданиях появляются снайперы. На последнем, шестом уровне розыска, в отличие от предыдущих частей игры, отсутствуют национальная гвардия и танки, а преследованием игрока занимается очень большое количество сотрудников полиции.
В связи с возможностью войти в состояние алкогольного опьянения интересен тот факт, что полиция начинает преследование, если видит нетрезвого персонажа за рулём. При этом, если автомобиль не движется, то блюстители правопорядка не проявляют интереса.

### Взаимоотношения
Важно поддерживать отношения с игровыми персонажами. Для общения с другими персонажами игры и получения заданий от них используется мобильный телефон и персональный компьютер. В течение игры и после завершения определённых сюжетных миссий на телефон Нико могут поступать звонки от друзей, которые могут предложить съездить в бар или стриптиз-клуб, сходить в ресторан, посмотреть шоу или сыграть в мини-игру — боулинг, пул или дартс, некоторые также могут попросить подвезти их или прокатиться на лодке, вертолёте. Если герой соглашается на встречу, не опаздывает на неё и благополучно доставляет товарища до дома (места назначения при подвозе), то их взаимоотношения улучшаются, что при достижении определённого уровня даёт некоторые преимущества. В противном случае — Нико может поссориться с друзьями. Тогда они могут гневно названивать протагонисту и, наоборот, игнорировать предложения пойти отдохнуть. Некоторые друзья также предлагают способы подзаработать, которые, в случае удачного выполнения задания, положительно влияют на взаимоотношения. Также при достижении определённого уровня во взаимоотношениях с друзьями открываются дополнительные возможности, например возможность брать вооружённое подкрепление друга на миссию, закупать оружие, снаряжение или заказывать транспорт.

### Искусственный интеллект
Искусственный интеллект в GTA IV & EFLC по сравнению с предыдущими частями заметно «поумнел». Теперь неигровые персонажи умеют забираться по лестницам, как и Нико/Джонни/Луис, залезать на различные возвышенности, плавать, бегать с той же скоростью, что и Нико/Джонни/Луис, преодолевать различные препятствия и многое другое. Также теперь если героя ударят при стоящем рядом полицейском, то он немедленно отреагирует, задержав преступника, ударившего Нико/Джонни/Луиса, после этого агрессор и полицейский сядут в ближайшую патрульную машину и уедут в неизвестном направлении (в предыдущих частях игры главного героя могли сколько угодно бить в присутствии полиции, и она нисколько не проявляла интерес к агрессорам).

### Прочие нововведения
Подверглась изменениям и система сохранения автотранспорта главного героя в игровом мире. На смену гаражам для хранения автомобилей пришли специально отведённые места для парковки, находящиеся возле точек сохранения.

## Оружие и снаряжение
В Grand Theft Auto IV присутствует 15 видов оружия (не считая кулаков), которые делятся на несколько категорий: для ближнего боя, пистолеты, пистолеты-пулемёты, дробовики, автоматы, снайперские винтовки, гранатомёт и метательное оружие. Главный герой может носить только одну вещь из каждой категории. Кроме того, протагонист может брать некоторые малые объекты и кидать их (например, кирпич или бутылку). В дополнении The Lost and Damned, вдобавок к имеющимся стало доступно 6 новых образцов оружия, в том числе изменённый «Combat Shotgun», а во втором дополнении The Ballad of Gay Tony добавили ещё 9, включая парашют и немного доработанный «Grenade Launcher» из The Lost and Damned.

## Видеоредактор
В видеоредактор можно попасть только из меню мобильного телефона; запись производится в игровом режиме с помощью кнопки F2; записывается от 15 до 50 секунд игры, в зависимости от загрузки системы. Можно управлять камерой и ракурсами, переключаться на точки зрения от окружающих людей. При этом свободная камера может отдаляться от Нико на расстояние не более 10 метров. Маркеры следования служат для построения путей следования камеры, чтобы получить эффектный переход. В редакторе нельзя ничего изменить в плане действия — ни траекторию движения главных действующих лиц, ни погоду и т. д.

## Сюжет

### Место действия
Местом действия Grand Theft Auto IV четвёртый раз в серии стал вымышленный город Либерти-Сити, прототипом которого является Нью-Йорк. В Grand Theft Auto IV город ещё больше походит на прототип, и повторяет не только общее архитектурное оформление города, но и многие его достопримечательности, в том числе Бруклинский мост, Статую Свободы, небоскрёб Эмпайр-стейт-билдинг и главную улицу Бродвей. Этот вариант Либерти-Сити состоит из четырёх крупных островов, на которых расположены пять районов: на восточном острове разместились Брокер (прототип в Нью-Йорке — район Бруклин) и Дюкс (Квинс), на центральном — Алгонквин (остров Манхэттен), на северо-восточном — Бохан (Бронкс) и на западном — Олдерни (часть штата Нью-Джерси, в основном скопированная с Джерси-сити).
Как и в других играх серии, в начале игры мосты, связывающие районы города, закрыты, а несанкционированное проникновение в другой район вызывает высокий уровень розыска. В игре это объясняется угрозой терроризма в городе (об этом в начале игры говорит Роман, а ещё можно прочитать в интернет-новостях). При достижении определённых моментов в сюжете игры главному герою будет открываться доступ в новые районы.

### История
Действие игры разворачивается в 2008 году. Во время начальных титров в поисках новой жизни в Либерти-Сити прибывает на корабле иммигрант Нико Беллик. Нико происходит из неизвестной восточноевропейской страны, название которой за всё время действия так ни разу и не называется.
В Либерти-Сити новоиспечённый иммигрант прибывает по приглашению своего кузена, Романа Беллика. В своих письмах Роман ярко живописал исполнения всех своих желаний в «Свободном Городе» в «стране возможностей»: шикарные апартаменты, полный гараж спорт-каров, и целый гарем топ-моделей. В реальности же он живёт в грязном «гадюшнике» в «русском» районе Хоув-Бич (аналог Брайтон-Бич в реальном мире), владеет небольшой службой такси, и ухаживает за местной девушкой Мэллори.
Нико знакомится с окружением Романа, и в самом скором времени обзаводится новыми друзьями. Помогая своему кузену с бизнесом, Нико однажды подвозит одного из постоянных клиентов Романа Беллика, колоритного растамана по кличке Малыш Джейкоб. Малыш Джейкоб непрерывно курит ганжубас и говорит по-английски на тяжёлом растаманском жаргоне с сильным ямайским акцентом, однако Нико умудряется прекрасно его понимать. Вскоре Нико и Малыш Джейкоб становятся друзьями. Другим постоянным клиентом Романа является буквально фонтанирующий оптимизмом бодибилдер Брюси Киббуц, который зарабатывает себе на жизнь всем, что связано с машинами (не только тюнингом и стритрейсерством, но и угонами).
Мэллори знакомит Нико с девушкой по имени Мишель. Новая знакомая быстро входит в доверие к Беллику, и они начинают встречаться. Мишель ведёт себя подозрительно: на свиданиях она то и дело пытается выяснить, чем на самом деле занимается Нико и, кроме того, вся мебель в её квартире почему-то совсем новая, зачастую с неубранными ценниками.
Пагубная страсть Романа к азартным играм приводит его к долгам, опасным людям. Однажды Нико заступается за своего двоюродного брата, набив морды «наехавшим» на него албанским бандитам. Бойцовские качества Нико обращают на себя внимания мелкой «шестёрки» русской мафии Владимира «Влада» Глебова. Глебов предлагает Нико поработать на него, сначала в качестве отработки долга Романа, а затем и за деньги.
Однако отношения Нико и Влада не складываются. Во время всех встреч в баре «Товарищи» в Хоув-Бич Влад ведёт себя грубо и оскорбительно, в ответ на что Нико остроумно над ним издевается. Узнав о том, что Влад за спиной Романа уже практически отбил у него Мэллори, Нико окончательно выходит из себя. Не побоявшись русской мафии, Нико преследует Глебова и убивает в доках, сбрасывая труп в реку. После этого убийства Нико рассказывает Роману, что на самом деле привело его в «Свободный Город» — жажда мести: во время войны на родине его отряд был почти поголовно перебит в засаде, а предатель теперь скрывается где-то в Либерти-Сити.
Романом сразу же овладевает паранойя, и не зря: кузенов быстро находит русская мафия в лице Михаила Фаустина и Дмитрия Раскалова. Михаил и Дмитрий когда-то вместе служили в Советской армии, и потом вместе сидели в советской тюрьме. Спокойный и рассудительный Раскалов и взрывоопасный агрессивный Фаустин вместе образуют мощный тандем, который эффективно «решает все вопросы».
Оба Беллика приходят в себя в подвале, привязанные к стульям. Однако, поскольку убитый Влад постоянно выводил из себя не только Нико, но и своих боссов, Нико удаётся договориться с похитителями и он даже начинает на них работать. Роман получает пулю в живот, однако остаётся в живых.
Выполняя одно из заданий русских бандитов, Нико по приказу Михаила убивает Ленни, сына одного из боссов местной мафии Кенни Петровича. Дмитрий Раскалов безуспешно пытается отговорить Михаила от этого, однако убийство всё-таки происходит.
Кенни Петрович жаждет крови. Дмитрий после долгих колебаний решается покончить со своим старым товарищем, и приказывает Нико «убрать» Михаила. Однако после того, как приказ выполнен, Дмитрий подставляет и Нико.
Выясняется, что Раскалов работает на русского бандита Рэя Булгарина, человека, который был работодателем героя на родине и обвинил его в краже денег. После войны Нико долго не мог устроиться, и начал заниматься контрабандой и перевозками нелегальных иммигрантов; однажды корабль, на котором он находился, утонул. Нико чудом удалось выжить, однако Булгарин «повесил» на него долг.
Джейкоб, узнавший о встрече, помогает Беллику выбраться живым, хотя Раскалову и Булгарину удаётся бежать, после чего они поджигают квартиру Романа и его таксопарк. Роман впадает в состояние, близкое к истерике. Нико, как может, утешает своего кузена: в конце концов, у него осталась Меллори. Жизнь вскоре восстанавливается: Меллори находит Белликам квартиру в Южном Бохане и, кроме того, страховая компания выплачивает Роману щедрую компенсацию, так что он восстанавливает свой бизнес.
Герои переезжают в Бохан, где Меллори знакомит Нико с Мэнни Эскуэлой, бывшим наркодилером, в настоящее время желающим очистить улицы от наркотиков. Мэнни «работает на телекамеру», повсюду расхаживая со своим собственным оператором. Покинув Хоув Бич, Нико налаживает контакты, сменив русских бандитов на латиноамериканских. Пафосные диалоги Мэнни о «духе улиц», и его попытки заснять Нико на камеру выводят его из себя, однако Мэнни платит деньги, так что Нико всё устраивает.
Через Мэллори Беллик выходит на Элизабету Торрес и ирландского бандита Патрика МакРири. Проведав Мэнни, протагонист знакомится с братом Патрика — Фрэнсисом, единственным полицейским в криминальной семье МакРири.
Также Нико встречает двух «чёрных братьев», Плейбоя X, влиятельного наркобарона, и его старого друга Дуэйна Форджа, который недавно вышел из тюрьмы, где тот провёл 16 лет, теперь живёт прошлым и в отдалённости напоминает Нико. Дуэйн постоянно пребывает в тяжёлой депрессии: после выхода из тюрьмы от него сбежала девушка со всеми деньгами, старые друзья отвернулись, а Плейбой X «отжимает» его бизнес. В конечном счёте Плейбой X и Дуэйн «заказывают» Нико друг друга. Выбор зависит от игрока.
В конце концов пафосный Мэнни выводит из себя Элизабет, которая после принятия очередной дозы кокаина убивает его вместе с оператором. Нико приходится везти трупы к мрачному доктору, промышляющему нелегальной торговлей человеческими органами.
Тем временем, Нико помогает Патрику на нескольких сделках по покупке наркотиков, чем заслуживает близкую дружбу. Пытаясь разрешить ссору между Джейкобом и Элизабетой, Беллик доставляет партию наркотиков и сталкивается с Мишель. Её «странные вопросы» легко объясняются: на самом деле Мишель, настоящее имя которой — Карен, работает на правительство. Отношения разрушены, однако Мишель не только не сажает Нико в тюрьму, но даже находит ему нового работодателя, безымянного агента неизвестной спецслужбы, который в качестве прикрытия использует газетное издательство (U.L. Paper).
Благодаря устраиваемым им бурным «разборкам» Нико Беллик регулярно становится героем (к счастью для себя — анонимным) новостей по местному радио: разборка с байкерами из банды «The Lost MC», кровавое побоище в клубе «Перестройка». О делах Нико становится известным Департаменту полиции Либерти-Сити, однако дело ограничивается выполнением кое-какой грязной работы для «продажного копа» Фрэнсиса МакРири.
Нико знакомится со всей семейкой МакРири. Патрик знакомит его со своей сестрой Кейт. Кейт ведёт тихий образ жизни и, в отличие от Мишель, оказывается на удивление недоступной. Нико не настаивает, поскольку ему не хочется получить пулю от её брата. В любом случае, ему легко можно получить своё благодаря знакомствам в интернете, правда, все поголовно девушки «из интернета» находятся в разном градусе неадекватности, и временами выводят Нико из себя. Кроме того, он может также пользоваться и уличными проститутками.
Нико работает на братьев Патрика, Джерри и Деррика. Вместе с Макрири Нико грабит банк. Но потом Фрэнсис звонит Нико и просит убить собственного брата — Деррика. Он якобы последнее препятствие на пути Фрэнсиса к посту комиссара полиции. Тем временем звонит Деррик и просит убить Фрэнсиса. Кто из двух братьев останется жить — зависит от выбора игрока.
Тем временем вновь напоминает о себе Дмитрий Раскалов. Он похищает Романа, и держит его на заброшенном складе. Разъярённый Нико в одиночку врывается на склад и освобождает своего кузена Романа.
Затем Нико участвует в глобальной афере с бриллиантами, одновременно и с разных сторон проходящей как в GTA IV, так и в двух дополнениях, The Ballad of Gay Tony и The Lost and Damned. По приказу итальянского мафиози Рэя Бочино Нико вместе с бригадой «мусорщиков» перевозит бриллианты в мусоровозе. Однако эта бригада решает сама похитить «лёд», и сбежать в Лас-Вентурас. По приказу Рэя Нико убивает их, доставив бриллианты Рэю. Глава «мусорщиков» Лука пытается спрятаться в туалете, однако Нико находит его и там.
Вместе с байкером Джонни Клебитцем Нико пытается продать бриллианты еврейской мафии, однако партнёры оказываются в засаде. В конечном итоге сделка срывается, бриллианты забирает Луис Лопес, подопечный Тони Принса, деньги — байкер Джонни, а Нико остаётся без денег и без бриллиантов. Разъярённый Рэй приказывает Нико убить сначала Джонни, но его на месте герой не обнаруживает и убивает двух других байкеров (одним из которых оказывается Джим Фицджеральд — друг Джонни), а потом и торговца мафии Исаака.
Рэй сообщает Нико, что он нашёл его сослуживца-предателя с Балкан: Флориан Кравич — один из знакомых Нико из его прошлого. Нико вместе с Романом находит Флориана, но выясняется, что Нико на войне подставил не он. Кроме того, Кравича теперь зовут Бёрни Крейн. Нико помогает Бёрни и защищает его от Дмитрия: он начинает шантажировать друзей Нико, но Нико даёт отпор.
Через Рэя герой работает на Фила Белла и на дона Джеймса Пегорино. После того, как Нико несколько раз спас обоим жизнь, перед ним стоит трудный выбор. Пегорино и Филл Белл хотят пойти на сделку с Раскаловым. Но только услышав фамилию «Раскалов», Нико отказывается, однако обещает подумать.
С помощью правительства и дона Гравелли Нико находит Дарко Бревича, подставившего его на войне, он может оставить ему жизнь, а может убить. Также Джимми, поняв, что окружил себя «крысами», просит Нико убрать своего телохранителя Энтони, а также Рэя Боччино.

### Финал
Сюжет в игре впервые в серии предлагает две различные концовки, которые зависят от последнего выбора Нико. Герой должен решить, стоит ли ему отомстить Дмитрию Раскалову, в чём Нико поддерживает Кейт МакРири, или следует заключить с Раскаловым сделку, на что его уговаривает Роман.

#### Месть
Если герой отправится мстить, то он встретится c Дмитрием на корабле «Platypus» (место, где начиналась игра). После продолжительной перестрелки Беллик убьёт Дмитрия и отправится на свадьбу Романа и Меллори. Кейт рада, что Нико совершил свой последний плохой поступок и теперь может начать жизнь заново, и сопровождает его на свадьбе. После церемонии к церкви приезжает Джимми Пегорино и стреляет в гостей, пытаясь убить Нико, но убивает Кейт. Вместе с Джейкобом и Романом герой преследует подручных Пегорино до старого казино, где скрывается Джимми, после чего погоня за ним продолжается вдоль берега и, наконец, на вертолёте. Нико настигает Пегорино на Острове Счастья, где и убивает его. Вместе с кузеном Беллик решает, что им пора по-настоящему начать новую жизнь.

#### Сделка
В случае, если герой соглашается на сделку с Дмитрием, Нико с Филом Беллом едут на встречу. Хотя Раскалов не сдерживает свою часть уговора, герои в конце концов добывают деньги за наркотики. Кейт недовольна тем, что Нико её не послушал, и не идёт на свадьбу Романа. После торжественной церемонии киллер, который должен был убить Нико, попадает в Романа и убивает его. Отчаявшись, Беллик вместе с Джейкобом атакуют Дмитрия в старом казино, где прячутся Раскалов и оказавшийся его сторонником Пегорино. Дмитрий убивает Пегорино и улетает от Нико на Остров Счастья. Герой гонится за Раскаловым и убивает его. В конце Нико решает, что лучше начать новую жизнь.

### Убить или оставить в живых?
На протяжении всей игры перед игроком не раз будет стоять выбор: убить или оставить в живых. Кардинально сюжет не поменяется от выбора, а всего лишь будут добавлены несколько побочных миссий.

### Дополнительные задания
Некоторых персонажей, в том числе тех, кого игрок мог убить, но сохранил им жизнь, можно в определённые моменты встретить на улице и взять у них дополнительные задания. Дополнительные задания даются «случайными» прохожими, то есть герой получает их, просто встретив прохожего на улице. Выполнить эти задания обычно не составляет никакого труда — просто подвезти персонажа или преподать урок бандитам.

## Коммуникации

### Мобильный телефон
В GTA IV очень много возможностей, связанных с мобильным телефоном. На телефон можно получать текстовые и мультимедийные (только на телефоне «Whiz») сообщения, отвечать на звонки, назначать/отменять свидания с друзьями и подругами, переигрывать провалившиеся миссии. Игрок может фотографировать телефоном и, в некоторых случаях, загружать фотографии в полицейский компьютер для обнаружения преступника. Нико может вызвать по номеру 911 полицию, «скорую помощь» или пожарную машину. В игре существует сервис по опознаванию музыки «ZiT!», позвонив по номеру 948-555-0100 (сервис может опознать музыку, звучащую как по радио в транспорте, так и в окружении протагониста) придёт СМС с исполнителем и названием песни. Также на телефоне можно менять мелодию звонка, визуальную тему и размер шрифта. Есть возможность включать спящий режим телефона (при включённом режиме также не присылаются сообщения и звонки о назначении миссии, тем самым приостанавливая развитие сюжета). Кроме того, с помощью телефона можно начинать сетевую игру или зайти в видеоредактор.

### Интернет
В GTA IV есть внутриигровой интернет, содержащий около ста веб-страниц. Воспользоваться интернетом игрок может через компьютер в интернет-кафе «tw@» или в квартирах в Алгонквине. Через интернет игрок сможет читать электронные письма и отвечать на некоторые из них, знакомиться с людьми, читать новости, узнавать текущую погоду, получать дополнительные задания, скачивать темы и рингтоны для телефона.

### Полицейский компьютер
Полицейский компьютер можно найти только в легковых машинах полиции, в полицейском внедорожнике Patriot, в фургоне LCPD Stockade или в машине FIB Buffalo. С помощью полицейского компьютера можно находить преступников, вызывать подкрепление и выполнять дополнительные миссии.

### Телевидение
Впервые в GTA появилось телевидение. В Либерти-Сити всего лишь два телеканала — Weazel и CNT с общей длительностью около полутора часов.
Список передач:
CNT
- I’m Rich: передача о богатых людях Либерти-Сити. Некоторые из них встречаются во время сюжета.
- The Serrated Edge with Estell and Luther: телемагазин холодного оружия.
- A history of Liberty City Part 1: первая часть истории Либерти-Сити.

Weazel
- The Men’s Room: передача «для мужчин» с комедийными элементами.
- Split Sides with Ricky Gervais: комедийная передача с Рики Джервейсом.
- Republican Space Rangers: мультсериал про космонавтов-патриотов. Это пародия на многие аспекты военных кампаний США на территории иностранных государств. Герои одеты в скафандры, похожие на скафандры героев игры Halo.
- Venturas Poker Challenge: шоу о том, как богатые и знаменитые люди играют в покер.
- Split Sides with Katt Williams: комедийная передача с Кэтом Уильямсом.

Промежутки между передачами разработчики заполнили различной рекламой, в которой иногда можно увидеть пейзажи из GTA San Andreas, Bully и в то время скоро выходящую Red Dead Redemption.

## ПК-версия
Grand Theft Auto IV для ПК вышла в Северной Америке 2 декабря 2008 года, в Восточной Европе 3 декабря 2008 года, локализованная версия от 1С в России — 19 декабря. Разработчики ПК-версии: Rockstar Games и Rockstar Toronto.
| Системные требования | Системные требования                                  | Системные требования                                          |
| -------------------- | ----------------------------------------------------- | ------------------------------------------------------------- |
|                      | Минимальные                                           | Рекомендуемые                                                 |
| Windows              |                                                       |                                                               |
| ОС                   | Windows Vista SP1, Windows XP SP3, .NET Framework 3.5 | Windows Vista SP1, Windows XP SP3, .NET Framework 3.5         |
| ЦПУ                  | Intel Core 2 Duo 1,8 ГГц, AMD Athlon 64 X2 2,4 ГГц    | Intel Core 2 Quad 2,4 ГГц, AMD Phenom X3 2,1 ГГц              |
| Объём ОЗУ            | 1,5 Гб (Windows XP) 2 Гб (Windows Vista)              | 2 Гб (Windows XP) 2,5 GB (Windows Vista)                      |
| Видеокарта           | 256 Мб Nvidia GeForce 7900 / 256 Мб ATI Radeon x1900  | 512 Мб Nvidia GeForce 8800 gt 512 mb / 512 Мб ATI Radeon 3870 |
| Звуковая плата       | 100% DirectX 9.0c                                     | 100% DirectX 9.0c                                             |
| Сеть                 | Интернет соединение для многопользовательской игры    | Интернет соединение для многопользовательской игры            |

Нововведения:
- Появился видеоредактор повторов. При использовании уже привычной клавиши F2 происходит сохранение последних 30—60 секунд игры, точная продолжительность зависит от происходящего на экране. Нажимать кнопку можно сколько угодно раз, каждый повтор сохранится в виде отдельного файла, количество которых ограничено только свободным местом на жёстком диске.[источник не указан 57 дней]
- Максимальное разрешение увеличено до 2560×1600.[источник не указан 57 дней]
- Полностью настраивается графическое меню. Качество текстур может быть выставлено на «высокое», «среднее» или «низкое», можно изменить качество теней, фильтр текстур, воды и разрешение отражений.[источник не указан 57 дней]
- Дальность прорисовки и детализации, густота теней и дальность света варьируются от 1 до 100.[источник не указан 57 дней]
- Настраивается плотность трафика.[источник не указан 57 дней]
- С самой высокой точки города можно рассмотреть окрестности в деталях.[источник не указан 57 дней]
- Качество текстур выше. Можно прочитать логотипы на товарах, многие вывески магазинов, которые невозможно было прочесть на PS3 и Xbox 360 версиях.[источник не указан 57 дней]
- GPS-карта была улучшена. Нажатием мыши на какое-либо место на карте, можно отметить какую-либо локацию.[источник не указан 57 дней]

Игроки столкнулись с вылетами, «зависаниями», потерями текстур во время игры, и сбоями при установке, но разработчики обещали выпустить патч для игры как можно скорее, и уже 20 декабря он был официально доступен для скачивания на официальном сайте Rockstar.
На момент своего выхода GTA IV была одной из самых требовательных к конфигурации компьютера игр. Производительность игры значительно зависит от вычислительной производительности центрального процессора, а также от производительности и объёма памяти видеоадаптера.

## Саундтрек
В состав специального издания игры входит компакт-диск с подборкой музыкальных композиций. Как и в других играх серии, основную часть саундтрека составляют внутриигровые радиостанции — в Grand Theft Auto IV их 18. Кроме того, некоторые музыкальные треки, не представленные в радиоэфире, можно услышать в различных интерьерах. Заглавную тему игры под названием «Soviet Connection» написал Майкл Хантер специально для этого проекта. Он также является автором музыкальных заставок для новостей Weazel News и телепередач в игровом телевидении.

## Многопользовательская игра
В Grand Theft Auto IV, так же как и в Liberty City Stories и Vice City Stories, присутствует возможность многопользовательской игры. Разработчики включили 15 режимов сетевой игры с поддержкой до 32 игроков. В многопользовательском режиме игрок создаёт собственного героя, определив его внешность по шести параметрам. Дополнительные элементы для создания персонажа открываются с получением новых уровней при сетевой игре, а продвижение по уровням происходит с заработком денег в рейтинговых играх.
Организатор игры указывает район города (возможно выбрать весь город), в котором будет происходить действие, количество пешеходов, наличие и уровень вмешательства полиции, накладывает ограничение (можно и не накладывать) на оружие и использование автоприцеливания, устанавливает время суток и погоду. Он же начинает сетевую игру по своему усмотрению.
- Deathmatch, Team Deathmatch: перестрелка (каждый сам за себя и командная, соответственно), в которой побеждает тот (или та команда), кто убьёт большее число врагов.
- Race, GTA Race: кольцевая гонка; отличие двух режимов — в возможности выходить из машины и использовать оружие (это доступно во втором режиме). Организатор указывает, какие можно использовать автомобили и сколько кругов необходимо пройти.
- Mafia Work, Team Mafia Work: участники являются приближёнными Кенни Петровича (англ. Kenny Petrovic) и должны выполнять задания, которые он выдаёт по телефону.
- Cops ’n Crooks: командный режим, в котором игроки разделяются на бандитов и полицейских. Бандиты должны помочь своему боссу совершить побег, либо — в альтернативном режиме игры — спастись сами, в то время как полицейские должны их поймать. Существенно то, что игроки-полицейские могут отслеживать перемещения преступников по GPS, а преступники полицию — нет. Данный режим имеет два типа: «Все за одного» (All for One) и «Один за всех» (One for All).
  - В режиме All for One полицейские должны поймать и убить босса (случайно выбираемого среди игроков команды бандитов), а бандиты должны им помешать и защитить его. Босс помечен крестом на игровой карте. Бандиты выиграют, если в целости доставят босса к транспортному средству для побега (лодка или вертолёт) и совершат побег.
  - One for All похож на предыдущий режим, но босс отсутствует. Полицейские выигрывают, если убьют всех бандитов, бандиты победят, если доберутся и сядут в транспортное средство для побега (либо убьют всех полицейских). Сесть в этот транспорт и совершить побег могут максимум четверо игроков за бандитов. В данном режиме игроки не перерождаются.
- Hangman’s NOOSE: часть игроков должна защитить своего товарища, будучи преследуемая американским спецназом (SWAT); это кооперативная миссия основана на аналогичной из однопользовательской игры.
- Deal Breaker: две группировки, мафия и байкеры проводят сделку, по продаже наркотиков. Вы со своей командой, работая на Кенни Петровича (англ. Kenny Petrovic), должны сорвать эту сделку, украв товар и уйдя от преследования, оставив обе банды с пустыми руками.
- Turf War: игроки делятся на команды и начинают бороться за контроль над несколькими базами, расположенными на карте; каждая захваченная база увеличивает прирост денег, побеждает та команда, которая имеет наибольший денежный счёт.
- Car Jack City, Team Car Jack City: игроки делятся на несколько произвольных команд и получают задание разыскать в городе автомобиль определённой марки, который может быть наполнен наркотиками; команды доставляют транспортные средства в указанную точку и получают за это деньги в зависимости от целостности автомобиля; побеждает команда, набравшая наибольшее количество денег.
- Bomb Da Base II: это специальный режим, отдающий дань памяти миссии 8-Ball’а «Bomb Da Base» из GTA III. У Кенни Петровича (англ. Kenny Petrovic) есть конкуренты, которые сидят в доках и ждут загрузки своего судна. Вы должны украсть взрывное устройство у конвоя, проникнуть на судно, заложить две бомбы и покинуть его до взрыва.
- Free Mode: режим игры без определённых целей, предлагается исследовать город вместе с группой игроков. Однако в этом режиме нельзя покупать еду и оружие, вместо этого по всему Либерти-сити разбросаны оружия, броня и аптечки[9].

Данная многопользовательская игра вместе с её «списком лидеров» была вырезана на ПК обновлением игры от 19 марта 2020 года и более не доступна. Но на PlayStation 3 и Xbox 360 всё ещё доступна.

## Разработка
Работа над созданием игры началась в конце 2004 года, сразу после релиза GTA: San Andreas. Официальный анонс её состоялся в мае 2006 года на выставке компьютерных игр E3. Grand Theft Auto IV стала первой игрой в серии, в которой использовался игровой движок собственного производства Rockstar Games, RAGE. Кроме того, разработчики использовали в игре физическую симуляцию от NaturalMotion, движок Euphoria.

### Рекламная кампания

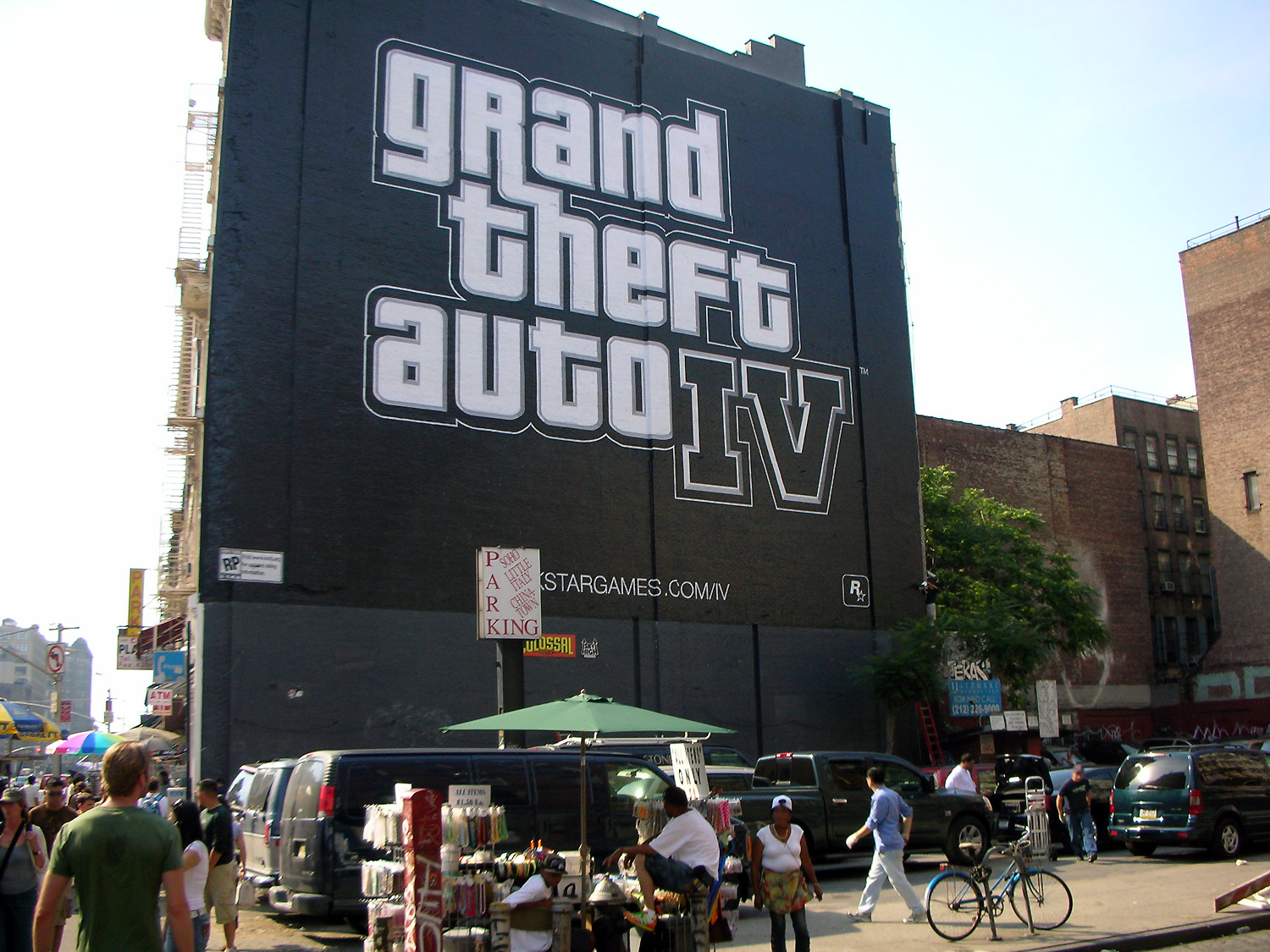
Рекламный плакат игры на стене в Нью-Йорке, июль, 2007

Чуть более чем за год до выхода игры Rockstar Games начала демонстрировать публике возможности игры, выпустив 29 марта 2007 года первый трейлер под названием «Things Will Be Different». В нём разработчик показал обновлённый Либерти-Сити и главного героя Нико Беллика. О выходе видеоролика было известно заранее, а на официальном сайте был установлен таймер обратного отсчёта, поэтому в первые часы наблюдалась большая загруженность сервера, что является наглядным примером особого ожидания GTA IV по всему миру.
После этого в течение года, а именно 28 июня, 6 декабря 2007 года и 27 марта 2008 годов, было выпущено ещё 3 рекламных ролика: «Looking For That Special Someone», «Move Up, Ladies» и «Good Lord, What Are You Doing?» («Everyone’s Rat»). Все они демонстрировали изменения в графической и физической составляющих, новых персонажей. В трейлерах использовалась музыка, которая встречается на радиостанциях в игре: например, The Boggs — «Arm in Arm (Shy Child Mix)», звучащий на Radio Broker, или Серёга — «Кинг-Ринг» с радио Vladivostok FM. По словам Дэна Хаузера, названия выбирались так, чтобы можно было провести связь с сюжетом.
В то же самое время разработчик публиковал на сайте кинематографичные скриншоты, информацию о персонажах, сопровождаемую полуминутными роликами, а также открывал промосайты, посвящённые внутриигровым компаниям, сервисам и радиостанциям. Помимо этого, на адрес редактора профильного веб-ресурса PlanetGTA, Джордана (англ. Jordan), Rockstar Games высылали несколько бумажных пакетов, в которых находились разного рода сувениры, связанные с миром GTA IV. Кроме того, в ряде городов появилась наружная реклама, связанная с игрой. Она включала в себя объявления о поиске опасных преступников Нико Беллика, Малыша Джейкоба, Элизабеты Торрес и прочих, в которых содержалась биографическая информация об этих героях; также на своей рекламной стене Rockstar изобразили большое граффити с логотипом и артом игры, а в довершение этого, уличная реклама появилась на билбордах и городском транспорте.
6 августа 2008 года Rockstar Games официально объявили, что GTA IV выйдет на PC 18 ноября 2008 года в Северной Америке и 21 ноября 2008 года в Европе. В конце октября 2008 года выход игры был отложен до 2 декабря 2008 года.

## Детали, не дошедшие до релиза игры
- Разработчики говорили, что в игре можно будет слушать радио на мобильном телефоне. В финальной версии игры такая возможность пропала[13].
- Было обещано, что Нико сможет залезать на фонарные столбы, но эта возможность также не дошла до финальной версии игры, вероятно, из-за нелепости самой ситуации[13].
- Обещали эффектный рапид во время взрывов и выстрелов в голову, но slow motion вырезали, вероятно, для того, чтобы не нарушать динамику игры[13].
- Из игры пропали ранее обещанные (и даже нарисованные на плакатах) перчатки главного героя[13], хотя в ресурсах игры они есть, и было сделано несколько модификаций, возвращающих их в игру[14].

## Дополнительные эпизоды
Rockstar Games выпустили в свет совместное издание двух эпизодов на одном диске — Episodes From Liberty City. Для запуска не требуется наличия оригинальной GTA IV.
Прохождение сюжетной линии каждого из эпизодов занимает по 20 часов, что примерно равно 1/3 части сюжетной линии GTA IV. Таким образом, оба эпизода равны 2/3 сюжета оригинала.
Сэм Хаузер, основатель Rockstar Games, сказал про Episodes from Liberty City:

Это, безусловно, лучшая игра, созданная нами. Этот боевик состоит из множества захватывающих эпизодов и имеет уникальный игровой процесс и неповторимую атмосферу. Команда Rockstar North превзошла саму себя и создала два прекрасных дополнения с множеством инновационных моментов. Вас ждут абсолютно два разных по атмосфере эпизода — рассказ о бандах мотоциклистов в первом, и встреча с миром гламура и ночных тусовок во втором.

7 октября 2009 года был выпущен ролик, объединяющий оба дополнения и посвящённый изданию Episodes from Liberty City.

Обложка Episodes from Liberty City

«Эпизодическое» издание игры поступило в продажу одновременно с выходом второго эпизода — 29 октября 2009 года, и стоит $39.99 долларов США. Также 29 января 2010 года на сайте Rockstar Games был объявлен выход эпизодов для Sony PlayStation 3 и PC. Эпизоды для этих платформ должны были выйти 30 марта, но в связи с необходимостью внести ряд исправлений в содержимое игры эпизоды для PlayStation 3 и ПК вышли: в США — 13 апреля, в Европе — 16 апреля. В России релиз компьютерной версии состоялся 21 мая от компании 1C.

### The Lost and Damned
Эпизод под названием Grand Theft Auto IV: The Lost and Damned появился в Xbox Live 17 февраля 2009 года. История развивается вокруг Джонни Клебитца — члена байкерской банды The Lost MC. Во время прохождения сюжетной части оригинальной Grand Theft Auto IV эта личность встречалась в некоторых миссиях.
Дэн Хаузер добавил несколько слов о контенте:

Сюжет не зависит напрямую от решений, которые ты принял в основной игре. Однако многие детали и загадки главной истории объясняются, что делает её более красочной.

### The Ballad of Gay Tony
Второй эпизод — The Ballad of Gay Tony появился в свободном доступе 29 октября 2009 года. Главным героем на этот раз стал Луис Лопез. Этот эпизод из Либерти-Сити показывает нам совсем другой город — город, доверху набитый оружием, гламуром и грязью.

## The Complete Edition
Grand Theft Auto IV: The Complete Edition был анонсирован в сентябре 2010 года от Rockstar Games. Сперва информация о сборнике появилась на Amazon.com и спустя несколько часов официальное подтверждение от самих разработчиков. В него включается Grand Theft Auto IV, Grand Theft Auto IV: The Lost and Damned и Grand Theft Auto IV: The Ballad of Gay Tony. Этот сборник был выпущен на Xbox 360 (Xbox Live) , PlayStation 3 (PlayStation Network). Дата выхода — 26 октября 2010 года и на Windows (Windows Live) 29 октября 2010 года. В России выпущено издание от «1С-СофтКлаб» 17 декабря 2010 года.
Версия для Steam Grand Theft Auto IV: The Complete Edition была выпущена 19 марта 2020 года как обновление оригинальной Grand Theft Auto IV Grand Theft Auto: Episodes from Liberty City и полностью заменила эти игры одной. Таким образом, игроки, купившие только Grand Theft Auto IV, получили эпизоды бесплатно и наоборот.

## Восприятие
| Сводный рейтинг       | Сводный рейтинг                           |
| Агрегатор             | Оценка                                    |
| --------------------- | ----------------------------------------- |
| GameRankings          | 96,67 % (X360) 97,04 % (PS3) 88,48 % (PC) |
| Metacritic            | 98/100 (X360) 98/100 (PS3) 90/100 (PC)    |
| Иноязычные издания    |                                           |
| Издание               | Оценка                                    |
| 1UP.com               | A+                                        |
| Edge                  | 10/10                                     |
| Eurogamer             | 10/10                                     |
| Game Informer         | 10/10                                     |
| GameSpot              | 10,0/10                                   |
| IGN                   | 10,0/10                                   |
| Русскоязычные издания |                                           |
| Издание               | Оценка                                    |
| 3DNews                | 9/10                                      |
| Absolute Games        | 85 %                                      |
| StopGame.ru           | 10/10                                     |
| «Игромания»           | 10/10                                     |
| «Игры Mail.ru»        | 10/10                                     |

### Критика

#### Сюжет и сеттинг
Рецензенты высоко оценили повествование игры. Джон Хикс из официального журнала Xbox был удивлён глубиной сюжета. Райнер из Game Informer написал, что уровень свободы в игре способствовал его наслаждению сюжетом. Также приветствовался нравственный выбор, с которым сталкиваются игроки на протяжении всего повествования. Томас Брамвелл из Eurogamer счёл выбор морали справедливым заменителем «боссов с большими полосами здоровья».
Рецензенты хвалили дизайн открытого мира, некоторые ещё больше дополняли свободу, которая предоставляется игроку. Сет Шизель из The New York Times назвал город «настоящей звездой» игры. Робинсон из Computer and Video Games считал окружение правдоподобным и считал игровой мир «совершенно непревзойдённым».
Персонажи игры, особенно Нико, получили положительные отзывы от критиков. Джордж Уолтер из GamesRadar+ высоко оценил глубину проработки персонажа. Хикс из официального журнала Xbox и Энди Робинсон из Computer and Video Games назвали Нико «харизматичным» и «симпатичным», заявив, что предпочитают его по сравнению с предыдущими протагонистами серии.

#### Боевая система
Многие рецензенты сочли, что боевая система была более отзывчивой, чем в предыдущих играх, особенно хваля добавление системы укрытий. Джастин Калверт из GameSpot написал, что система укрытий делает перестрелки в игре «огромным улучшением» по сравнению с предыдущими играми. Райнер Game Informer согласился, написав, что система прицеливания заставляет игроков чувствовать себя ответственными за все смертельные случаи. Уолтер из GamesRadar написал, что система укрытий «проложила путь к новому стилю миссий». В дополнение к боевой системе большинство рецензентов отметило, что управление транспортными средствами было более реалистичным, чем в предыдущих играх.
Игра победила в номинации «Экшен года» и заняла второе место в номинации «Игра года» (2008) журнала «Игромания», также как и второе место в номинации «Игра года» «Видеомании», мультиплатформенного видеоприложения к журналу.

### Продажи
За первые 24 часа было продано 3,6 млн копий Grand Theft Auto IV, что составило 310 миллионов долларов дохода. Спустя неделю со дня релиза было продано 6 миллионов копий игры на сумму в 500 миллионов долларов. Через месяц было продано более 8,5 миллионов копий на сумму 680 миллионов долларов. 13 мая 2008 года он побил три мировых рекорда Гиннесса: «самая быстро реализуемая игра в течение первых 24 часов», «развлекательный продукт, собравший наибольшую прибыль в течение первых суток с начала продаж». 11 марта 2011 года Take-Two объявила, что игра была продана тиражом более 20 миллионов копий, а общая сумма продаж серии Grand Theft Auto составила более 100 миллионов копий. Все рекорды продаж Grand Theft Auto IV были побиты её преемником Grand Theft Auto V после выпуска.
В Великобритании игра стала самой продаваемой игрой всех времён, за 24 часа она разошлась тиражом в 631 тысяч копий.